# Nejc Pečnik
Nejc Pečnik (nascut el 3 de gener de 1986) és un futbolista eslovè que actualment juga per al CD Nacional i l'equip nacional eslovè com a migcampista ofensiu.

## Trajectòria
Nascut a Dravograd, Eslovènia, Pečnik començà la seva carrera a la ciutat natal del club NK Dravograd. Després de despuntar en els equips de la seva joventut, va signar pel NK Celje, fent el seu debut a Primera divisió el 24 d'abril de 2004, contra el FC Ljubljana.
L'any següent, Pečnik va jugar només set partits de lliga, a més d'algunes aparicions a la copa eslovena, inclosa la final contra el FC Koper. A la temporada 2005-06 va aconseguir obtenir un lloc regular en el primer equip, finalment s'estableix com un jugador ofensiu clau.
La temporada 2007-2008, va ser el màxim golejador del Celje amb 14 gols en lliga. Després de cinc temporades, va ser cedit el juny de 2008 a l'Sparta de Praga, però va jugar poques vegades amb l'equip de primera divisió, durant la seva estada de sis mesos, passant la major part del seu temps amb l'equip reserva.
Després de 15 partits de lliga amb el NK Celje, a la primavera del 2009, va signar amb el CD Nacional de Portugal.

## Trajectòria internacional
Pečnik va fer el seu debut amb l'equip de nacional l'1 d'abril de 2009, en un partit de classificació per al Mundial 2010 contra Irlanda del Nord.
Va marcar el seu primer gol amb Eslovènia el 10 d'octubre de 2009, en la mateixa competició, en un triomf per 2-0 contra Eslovàquia. El 14 de novembre, va marcar un gol decisiu al primer partit del play-off, en la derrota 1-2 contra Rússia a l'Estadi Lujniki. Aquell gol va permetre que amb l'1-0 contra els russos en la tornada a Maribor la selecció eslovena accedís a la fase final del Mundial, per segon cop en la història de la jove nació.

### Gols com a internacional
| # | Data                   | Estadi                   | Oponent    | Marcador | Resultat | Competició                                           |
| - | ---------------------- | ------------------------ | ---------- | -------- | -------- | ---------------------------------------------------- |
| 1 | 10 d'octubre de 2009   | Tehelné pole, Bratislava | Eslovàquia | 2–0      | 2–0      | Classificació de la Copa del Món de futbol 2010-UEFA |
| 2 | 14 de novembre de 2009 | Lujniki Stadium, Moscou  | Rússia     | 1–2      | 1–2      | Classificació de la Copa del Món de futbol 2010-UEFA |

## Palmarès

### Celje
- Copa eslovena: 2004–05

## Personals
El germà gran de Pečnik, Andrej, és també un jugador professional de futbol. Juga a la defensa, també va defensar els colors del Celje, i més tard va marxar a jugar a Romania. Va ser quatre vegades internacional amb la selecció nacional, marcant un gol.